# Why Socialism?

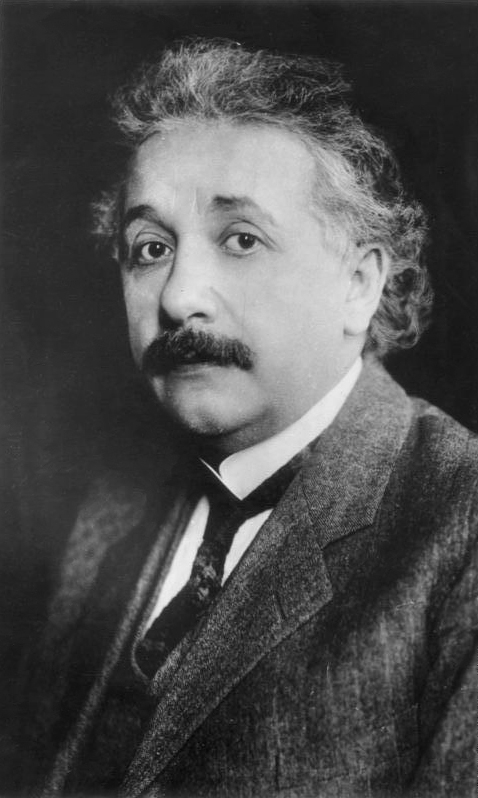
Bundesarchiv Bild 183-19000-1918, Albert Einstein

Why Socialism? ist ein Artikel von Albert Einstein, der im Mai 1949 in der ersten Ausgabe der sozialistischen Zeitschrift Monthly Review veröffentlicht wurde. Der Artikel befasst sich mit den Problemen des Kapitalismus, dem wirtschaftlichen Verdrängungswettbewerb und der wachsenden Ungleichheit des Wohlstands. Er betont die Kontrolle der Massenmedien durch Privatkapitalisten, welche die objektive Schlussfolgerung für Bürger erschwert und die Beeinflussung politischer Parteien durch wohlhabende Geldgeber, was zu einer „Oligarchie des Privatkapitals“ führt. Einstein schließt daraus, dass diese Probleme nur durch eine Planwirtschaft, die eine starke Demokratie zum Schutz der individuellen Rechte aufrechterhält, behoben werden können.

## Inhalt
Laut Einstein führt das Streben nach Gewinn in einer kapitalistischen Gesellschaft in Verbindung mit dem Wettbewerb zwischen den Kapitalisten zu unnötigen Aufschwung- und Depressionszyklen und fördert letztendlich den Egoismus anstelle der Zusammenarbeit. Zudem wird das Bildungssystem dieser Gesellschaft ernsthaft unterminiert, da die Menschen sich nur ausbilden, um ihre Karriere voranzutreiben. Dies hat eine „Verstümmelung der Individuen“ und eine Erosion der menschlichen Kreativität zur Folge. Der ungebremste Wettbewerb in einer kapitalistischen Gesellschaft führt zu einer enormen Verschwendung von Arbeitskraft und verursacht wirtschaftliche Anarchie, wie Einstein sie als die eigentliche Ursache des Übels des Kapitalismus kritisiert.

„Die wirtschaftliche Anarchie der kapitalistischen Gesellschaft, wie sie heute besteht, ist meiner Meinung nach die eigentliche Quelle des Übels.“

Einstein prognostizierte in einer kapitalistischen Gesellschaft, dass politische Parteien und Politiker durch finanzielle Unterstützung von Großkapitalbesitzern korrumpiert werden könnten. Das System sei selbst in einer demokratisch organisierten politischen Gesellschaft nicht effektiv kontrollierbar. Der Abhandlung endet mit Einsteins Analyse darüber, wie diese Probleme durch eine Planwirtschaft gelöst werden könnten.

„Ich bin davon überzeugt, dass es nur einen Weg gibt, diese schwerwiegenden Übel zu beseitigen, nämlich durch den Aufbau einer sozialistischen Wirtschaft, begleitet von einem Bildungssystem, das auf soziale Ziele ausgerichtet ist.“

Einstein behauptete, dass eine Planwirtschaft, die sich der Produktion anpasst, jedem Mitglied der Gesellschaft ein Auskommen garantieren würde:

„In einer solchen Wirtschaft gehören die Produktionsmittel der Gesellschaft selbst und werden planmäßig eingesetzt. Eine Planwirtschaft, die die Produktion an die Bedürfnisse der Gemeinschaft anpasst, würde die zu leistende Arbeit auf alle Arbeitsfähigen verteilen und jedem Mann, jeder Frau und jedem Kind ein Auskommen garantieren. Die Erziehung des Einzelnen würde neben der Förderung seiner eigenen angeborenen Fähigkeiten versuchen, in ihm ein Gefühl der Verantwortung für seine Mitmenschen zu entwickeln, anstelle der Verherrlichung von Macht und Erfolg in unserer heutigen Gesellschaft.“

In seinen abschließenden Worten warnte Einstein davor, dass eine Planwirtschaft allein kein Sozialismus sei. Eine solche Wirtschaftsordnung gehe oft mit einer allmächtigen Bürokratie einher, die zur vollständigen Versklavung des Einzelnen führen könne.

## Motivation
Zu seinen Beweggründen für die Veröffentlichung des Artikels sagte Einstein, dass die Monthly Review ein gutes Forum für sozialistische Ideen sei:

„Klarheit über die Ziele und Probleme des Sozialismus ist in unserer Zeit des Übergangs von größter Bedeutung. Da unter den gegenwärtigen Umständen die freie und ungehinderte Diskussion dieser Probleme unter ein starkes Tabu geraten ist, betrachte ich die Gründung dieser Zeitschrift Monthly Review als einen wichtigen öffentlichen Dienst.“

Privatkapital konzentriert sich tendenziell in wenigen Händen, einerseits aufgrund der Konkurrenz unter den Kapitalisten, andererseits aufgrund der technischen Entwicklung und der zunehmenden Arbeitsteilung, die die Bildung größerer Produktionseinheiten auf Kosten kleinerer begünstigen. Dies führt zu einer Oligarchie des Privatkapitals, deren enorme Macht selbst von einer demokratisch organisierten politischen Gesellschaft nicht wirksam kontrolliert werden kann. Dies trifft zu, da die Abgeordneten der gesetzgebenden Körperschaften von politischen Parteien gewählt werden, die größtenteils von Privatkapitalisten finanziert oder anderweitig beeinflusst werden, welche praktisch die Wählerschaft von der Legislative trennen. Dadurch schützen die Volksvertreter die Interessen der unterprivilegierten Bevölkerungsschichten nicht ausreichend. Außerdem kontrollieren unter den gegebenen Bedingungen die Privatkapitalisten direkt oder indirekt die wichtigsten Informationsquellen (Presse, Rundfunk, Bildung). Für den einzelnen Bürger ist es daher äußerst schwierig und in den meisten Fällen sogar unmöglich, zu objektiven Schlussfolgerungen zu gelangen und seine politischen Rechte intelligent zu nutzen.